# 인종간 결합
인종간 결합(영어: Miscegenation) 또는 차별어로 잡혼은 다른 인종 또는 민족성의 구성원 간의 혼인 또는 유전적 혼합을 말한다. 이것은 역사상 여러 번, 여러 곳에서 발생했다. 때때로 논란의 대상이 되거나 불법이었다. 미세지네이션을 묘사하는 형용사로는 "민족간", "혼혈", "다민족", "다인종", 그리고 "인종간 결혼" 등이 있다.

## 어원학적 역사

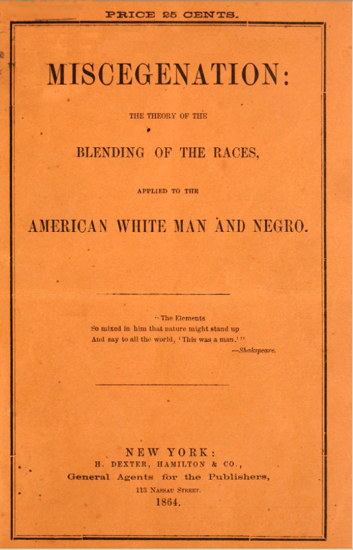
"미세지네이션"이라는 용어를 처음 사용한 사기 팸플릿 "미세지네이션"

미세지네이션은 라틴어의 '섞다'를 의미하는 miscere와 '종류'를 의미하는 genus에서 유래했다. 이 단어는 남북 전쟁 중인 1863년 12월 뉴욕에서 익명으로 발행된 선전 팸플릿에서 만들어졌다. 이 팸플릿은 Miscegenation: The Theory of the Blending of the Races, Applied to the American White Man and Negro라는 제목이 붙어 있었다. 이 팸플릿은 백인과 흑인의 혼혈이 구별할 수 없을 정도로 섞일 때까지 혼혈을 옹호하는 것처럼 보였고, 더 나아가 이것이 공화당의 목표라고 주장했다. 이 팸플릿은 민주당이 링컨의 반대자들이 제기한 미세지네이션 문제를 1864년 선거 운동에서 크게 부각시킴으로써, 당시 대다수 백인들, 심지어 노예제에 반대하는 사람들까지도 불쾌하게 만들 수 있는 급진적인 견해를 공화당에 귀속시켜 공화당의 신뢰를 떨어뜨리기 위해 조작한 속임수였다. 스티븐 A. 더글러스와의 네 번째 토론에서 링컨은 "백인이 니그로와 결혼하는 것을 금지하는" 일리노이주 법을 지지한다고 강조하는 데 신중을 기했다.
이 팸플릿과 그 변형은 민주당과 남부연합에 의해 북부와 남부에서 널리 재인쇄되었다. 링컨이 선거에서 승리한 후인 1864년 11월에야 미국에서 이 팸플릿이 조작된 것임이 드러났다. 이 팸플릿은 민주당 신문인 뉴욕 월드의 편집장이었던 데이비드 굿맨 크롤리와 월드 기자였던 조지 워커먼이 작성했다. 그 때쯤 '미세지네이션'이라는 단어는 정치적, 사회적 담론에서 인기 있는 버즈워드로 그 날의 일반적인 언어에 들어섰다.
미세지네이션의 출판 이전에 "인종 간 혼합"과 "융합"이라는 단어는 민족 및 인종 간 유전적 혼합을 위한 일반적인 용어로 사용되었다. 금속공학에서 빌려온 융합 은유의 현대적 용법은 랠프 월도 에머슨이 1845년에 아메리카를 민족 및 인종의 용광로, 즉 인종의 용광로 은유 개념의 변형으로 사적으로 구상한 것이었다. 개신교 백인과 아일랜드 가톨릭 이민자 사이의 혼합을 포함하여 이러한 혼합의 바람직함에 대한 미국의 의견은 분열되어 있었다. 미세지네이션이라는 용어는 전쟁에 대한 반대를 선동할 의도로 흑인과 백인의 혼인을 특별히 지칭하기 위해 만들어졌다.
이스파노아메리카에서는 메스티소에서 파생된 mestizaje라는 용어가 아메리카 원주민과 유럽인 사이에서 태어난 사람을 묘사하는 데 사용된다. 중미 및 남아메리카의 원주민의 수가 극히 적게 남아 있는 주요 이유는 이베리아 식민지 개척자와 아메리카 원주민 인구 간의 지속적이고 광범위한 미세지네이션 때문이며, 이는 현재 라틴계 사람들의 유전자 검사에서 가장 흔하게 발견되는 민족 혼합이다. 이것은 북아메리카의 라틴계 사람들, 그 대부분은 중미 및 남아메리카에서 온 이민자 또는 이민자의 후손인데, 평균 18%의 아메리카 원주민 혈통과 65.1%의 유럽 혈통(대부분 이베리아반도 출신)을 지니고 있음을 설명한다.

## 용법
스페인어, 포르투갈어, 프랑스어에서는 인종 혼합을 묘사하는 데 각각 mestizaje, mestiçagem, métissage라는 단어가 사용된다. "미세지네이션"이라는 용어보다 훨씬 오래된 이 단어들은 '혼합된'이라는 뜻의 후기 라틴어 mixticius에서 유래했으며, 이는 스페인어 단어 [[메스티소|mestizo]]의 어원이기도 하다. (포르투갈어 또한 영어 단어와 동일한 라틴어 어원에서 파생된 miscigenação를 사용한다.) 이 용어들은 멸칭으로 간주되지 않지만, 스페인어권 라틴아메리카 식민지 시대에 수립된 카스트 제도([[카스타|casta]])와 역사적으로 관련이 있다.
오늘날, 인종과 민족 간의 혼합은 다양하므로 "혼혈" 또는 단순히 "혼합"([[혼혈#어원|mezcla]])이라는 용어를 사용하는 것이 선호된다. 포르투갈어권 라틴아메리카(즉, 브라질)에서는 노예제가 19세기 말까지 존재했기 때문에 인종 간 법적 및 사회적 차별을 허용했지만, 더 온화한 형태의 카스트 제도가 존재했다. 혼혈 결혼은 초기 정착부터 오늘날까지 크게 발생했으며, 흑인 브라질인의 경우 브라질에서 사회적 상승 이동을 가능하게 했다. 이 현상은 "물라토 탈출구"로 알려져 있다. 오늘날까지 브라질의 계층 체계가 인종적 기준이 아니라 주로 사회경제적 기준에 따라 형성되는지에 대한 논란이 있다(포르투갈 제국의 다른 이전 식민지와 유사한 방식). 반대로, 인구 조사에서 흑인, 갈색인(파르도) 또는 원주민으로 분류된 사람들은 백인 인구에 비해 불리한 사회 지표를 가지고 있다.
미세지네이션의 개념은 인종적 차이의 개념과 관련이 있다. "미세지네이션"과 [[메스티소|mestizaje]]의 다른 함의와 어원이 시사하듯이, 인종, "인종 혼합" 및 다인종주의의 정의는 변화하는 사회적 상황과 문화적 인식에 따라 전 세계적으로 그리고 역사적으로 다양하게 나타났다. 메스티소는 백인과 원주민, 일반적으로 아메리카 원주민 혈통이 혼합된 사람들로, 스스로를 원주민이나 아메리카 원주민으로 인식하지 않는다. 그러나 캐나다에서는 부분적으로 아메리카 원주민과 부분적으로 백인, 종종 프랑스계 캐나다인, 혈통을 가진 메티스는 민족 집단으로 인식되어 있으며 캐나다에서 헌법적으로 인정된 원주민이다.
인종간 결혼은 인종적 소수 집단 내에서도 종종 경멸받는다. 퓨 연구센터의 자료에 따르면 아프리카계 미국인은 백인 미국인보다 인종간 결혼이 "나쁜 일"이라고 믿을 가능성이 두 배나 높다. 유사한 패턴을 보여주는 상당한 양의 과학 문헌이 있다. 인종 혼혈의 측면을 포함하는 관련 용어와 단어 간의 차이는 인종의 사회적 해석과 민족성을 변화시키는 다양한 역사적, 문화적 요인의 영향을 보여준다. 따라서 프랑스 혁명 동안 망명했던 몽로지에 백작은 18세기 프랑스의 계급 차이를 인종 차이와 동일시했다. 불랭빌리에의 "노르드 인종" 담론을 프랑스 귀족이 평민 "갈리아인"을 침략했다는 것으로 차용하면서, 그는 가장 낮은 사회 계급인 삼부회에 대한 경멸을 드러내며 이를 "노예에서 태어난 새로운 사람... 모든 인종과 모든 시대의 혼합물"이라고 불렀다.

## 역사
인종 간 관계는 역사를 통틀어 다양한 지역에 깊은 영향을 미쳤다. 선사 시대 이래로 레반트에서 이주가 이루어져 상당한 혼합이 일어났으며, 아프리카는 비아프리카인과의 인종 혼합의 오랜 역사를 가지고 있다. 이는 고대에도 계속되어 아랍인과 유럽 탐험가, 상인, 군인들이 아프리카 여성들과 관계를 맺었다. 남아프리카 공화국의 컬러드와 나미비아의 바스터와 같은 혼혈 공동체는 이러한 결합에서 생겨났다. 아메리카와 아시아에서도 유사한 인종 간 관계와 공동체가 형성되었다. 미국에서는 인종간 결혼에 대한 역사적 금기와 법률이 발전하여 1967년 러빙 대 버지니아의 획기적인 판례로 절정에 달했다. 라틴아메리카, 특히 브라질은 인종 혼합의 풍부한 역사를 가지고 있으며, 이는 그들의 다양한 인구 구성에 반영되어 있다. 아시아에서는 인도, 중화인민공화국, 일본과 같은 국가들이 무역, 식민지화, 이주를 통해 인종간 결합을 경험했으며, 이는 다양한 유전적 및 문화적 풍경에 기여했다.
유럽에서는 나치 독일의 반미세지네이션 법률이 "인종 순수성"을 유지하려고 했으며, 특히 유대인-독일인 혼합을 표적으로 삼았다. 헝가리와 프랑스에서는 20세기 초 비엣족 남성과 프랑스 여성 간의 결혼과 같이 역사적 정복과 식민주의를 통해 혼혈 결혼이 이루어졌다. 오세아니아, 특히 오스트레일리아와 뉴질랜드에서는 역학이 다양했다. 오스트레일리아는 백호주의와 원주민 인구에 영향을 미치는 관행과 같은 정책을 가지고 있었고, 뉴질랜드는 마오리족과 유럽인의 상당한 혼혈 결혼을 경험했다. 중동에서는 아랍인과 비아랍인 간의 혼혈 관계가 흔했다. 포르투갈 식민지는 인구를 통합하기 위해 혼혈 결혼을 장려했으며, 이는 브라질 및 다른 영토에서 특히 두드러져 다양하고 다문화적인 사회를 형성했다.

### 잡혼금지법
틀:Sex and the Law
"인종 혼합"을 금지하는 법률은 1967년까지 특정 미국 주에서 시행되었다(그러나 일부 주에서는 2000년까지도 법전에 남아 있었다). 나치 독일(뉘른베르크법)에서는 1935년부터 1945년까지, 남아프리카 공화국에서는 아파르트헤이트 시대(1949~1985년)에 시행되었다. 이러한 모든 법률은 주로 인종적으로 또는 민족적으로 정의된 다른 집단의 구성원 간의 결혼을 금지했는데, 이를 미국에서는 "융합" 또는 "미세지네이션"이라고 불렀다. 나치 독일의 법률과 많은 미국 주의 법률, 그리고 남아프리카 공화국의 법률은 이러한 개인 간의 성관계 또한 명시적으로 금지했다.
미국에서는 여러 주 법률이 백인과 흑인 간의 결혼을 금지했으며, 많은 주에서는 백인과 아메리카 원주민 간의 결혼뿐만 아니라 백인과 아시아인 간의 결혼도 금지했다. 미국에서 이러한 법률은 반미세지네이션법으로 알려져 있으며, 메릴랜드 총회가 1691년에 처음으로 인종간 결혼을 범죄화했다. 1913년부터 1948년까지 당시 48개 주 중 30개 주에서 이러한 법률을 시행했다. 미국 헌법에 대한 "반미세지네이션 수정안"이 1871년, 1912~1913년, 그리고 다시 1928년에 제안되었지만, 인종 혼혈 결혼을 금지하는 전국적인 법률은 결코 제정되지 않았다. 1967년, 미국 대법원은 러빙 대 버지니아 판결에서 수정 헌법 제14조를 통해 반미세지네이션법이 위헌이라고 만장일치로 판결했다. 이 판결로 인해 해당 법률을 여전히 가지고 있던 나머지 16개 주에서는 더 이상 효력을 발휘하지 못했다.
나치 독일의 인종간 성관계 및 결혼 금지법은 1935년 9월 뉘른베르크법, 즉 "독일인의 피와 독일인의 명예 보호에 관한 법률"(Gesetz zum Schutze des deutschen Blutes und der deutschen Ehre)의 일부로 제정되었다. 뉘른베르크법은 유대인을 인종으로 분류하고, "아리아인"으로 분류된 사람과 "비아리아인"으로 분류된 사람 간의 혼외 성관계와 결혼을 금지했다. 이러한 법률 위반은 라센샨데("인종 명예 훼손/인종 수치")로 비난받았고, 투옥(보통 강제 수용소로의 추방이 뒤따름) 및 심지어 사형으로도 처벌될 수 있었다.
1949년에 제정된 남아프리카 공화국의 혼인 금지법은 백인과 비백인 간의 결혼을 포함하여 서로 다른 인종 집단 구성원 간의 결혼을 금지했다. 1950년에 제정된 배덕법은 백인이 다른 인종의 사람과 성관계를 맺는 것을 범죄로 규정했다. 이 두 법률은 1985년에 폐지되었다.

## 민족인종 혼합의 인구 통계

### 미국
미국 인구 조사에 따르면, 2000년에는 아시아-백인 결혼이 504,119건, 흑인-백인 결혼이 287,576건, 아시아-흑인 결혼이 31,271건이었다. 흑인-백인 결혼은 1970년 65,000건에서 2006년 403,000건으로 증가했으며, 인구조사국의 수치에 따르면 2010년에는 558,000건에 달했다.
미국에서는 동거율이 혼인율보다 훨씬 높다. 결혼한 아프리카계 미국인 남성의 7%만이 백인 미국인 아내를 두는 반면, 동거하는 아프리카계 미국인 남성의 13%는 백인 미국인 파트너를 가지고 있다. 결혼한 아시아계 미국인 여성의 25%는 백인 배우자를 두지만, 동거하는 아시아계 미국인 여성의 45%는 백인 미국인 남성과 함께 산다. 동거하는 아시아계 남성의 경우, 아시아계 남성의 37% 이상이 백인 여성 파트너를 가지고 있으며, 10% 이상이 백인 미국인 여성과 결혼했다. 백인 파트너와 함께 사는 아시아계 미국인 여성과 남성은 각각 40%와 27%였다(Le, 2006b). 2008년 아시아계 남성이 포함된 신혼부부 중 80%는 아시아계 배우자와, 14%는 백인 배우자와 결혼했다. 아시아계 여성이 포함된 신혼부부 중 61%는 아시아계 배우자와, 31%는 백인 배우자와 결혼했다. 아시아인과 라틴계의 거의 30%가 타인종과 결혼하며, 이 중 각각 86.8%와 90%가 백인과 결혼한다. 캐린 랭혼 폴란에 따르면, "최근 인구 조사에서 아프리카계 미국인 여성의 70%가 미혼이라고 보고되었지만, 아프리카계 미국인 여성은 타인종과의 결혼에 가장 큰 저항을 보인다."
한 설문조사에 따르면 흑인 남성의 19%가 백인 여성과 성관계를 가졌다. 2006년 6월 인종간 데이트에 대한 갤럽 여론조사에 따르면 미국인의 75%가 백인 남성이 흑인 여성과 데이트하는 것을 찬성하고, 71%가 흑인 남성이 백인 여성과 데이트하는 것을 찬성했다. 18세에서 29세 사이의 사람들 중 95%가 흑인과 백인의 데이트를 찬성했으며, 약 60%가 다른 인종의 사람과 데이트를 해본 경험이 있다고 답했다. 히스패닉계의 69%, 비히스패닉계 흑인의 52%, 비히스패닉계 백인의 45%가 다른 인종 또는 민족 집단의 사람과 데이트를 해본 적이 있다고 답했다. 1980년에는 전체 응답자의 17%만이 다른 인종 배경을 가진 사람과 데이트를 해본 적이 있다고 답했다.

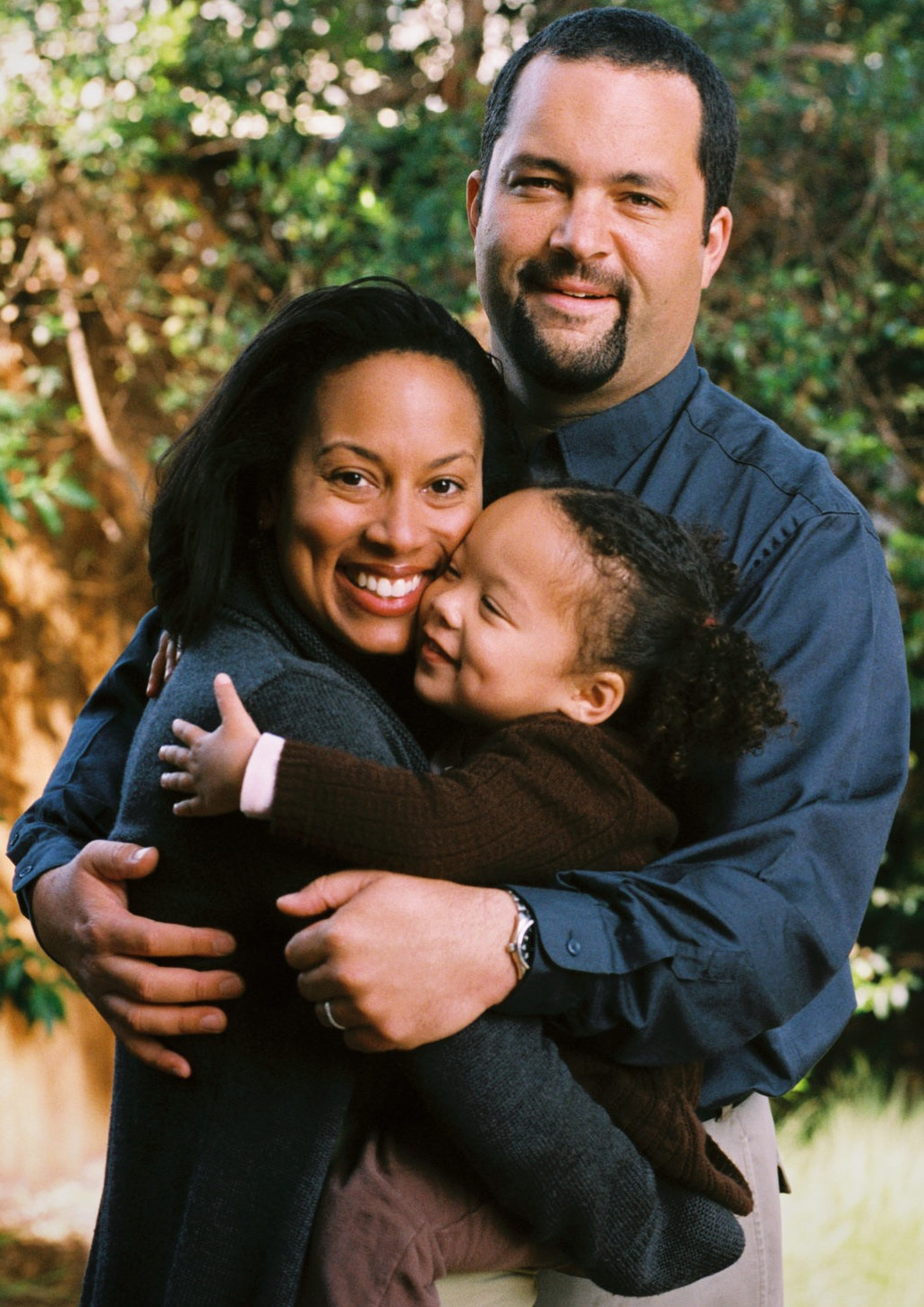
전 NAACP 회장 벤 질러스는 백인 아버지와 흑인 어머니의 아들이다.

그러나 캘리포니아 대학교 버클리의 연구에 따르면, 온라인 데이팅 웹사이트의 1백만 개 이상의 싱글 프로필 데이터를 사용하여, 백인들은 비백인보다 다른 인종과 데이트하는 것을 훨씬 더 꺼려하는 것으로 나타났다. 이 연구는 인종적 선호가 없다고 밝힌 백인들을 포함하여 백인의 80% 이상이 다른 백인과 연락했으며, 백인의 약 3%만이 흑인과 연락했다는 것을 발견했는데, 이는 젊은 참가자와 나이든 참가자 모두에게서 일관된 결과였다. 백인의 5%만이 흑인의 문의에 응답했다. 흑인 참가자들은 백인이 흑인에게 연락하는 것보다 백인에게 연락할 가능성이 10배 더 높았지만, 흑인 참가자들은 다른 흑인에게 더 자주 문의를 보냈다.
인종간 결혼은 증가하는 추세에도 불구하고 여전히 비교적 드물다. 2010년에는 신혼부부의 15%가 인종간 결혼이었고, 이 중 백인의 9%만이 다른 인종과 결혼했다. 그러나 이것은 민족간 결혼을 고려한 것으로, 백인 히스패닉계가 비히스패닉 백인과 결혼하는 것을 인종간 결혼으로 간주하며, 신랑 신부 모두 인종적으로 백인임에도 불구하고 그러하다. 2010년 275,000건의 새로운 인종간 결혼 중 43%는 백인-히스패닉, 14.4%는 백인-아시아인, 11.9%는 백인-흑인이었고 나머지는 다른 조합이었다. 그러나 인종적 다양성 증가와 해당 관행에 대한 태도 자유화로 인해 인종간 결혼은 지난 수십 년 동안 더욱 흔해졌다. 미국에서 인종간 결혼 건수는 1990년에서 2000년 사이에 65% 증가했으며, 2000년에서 2010년 사이에 20% 증가했다. 퓨 연구센터의 미국 인구조사국 인구통계 자료 분석에 따르면, "2008년 미국에서 새로 발생한 결혼 중 14.6%라는 기록적인 수치가 서로 다른 인종이나 민족을 가진 배우자 간의 결혼이었다. ... 백인들 사이에서는 1980년에서 2008년 사이에 이 비율이 두 배 이상 증가했으며 흑인들 사이에서는 거의 세 배 증가했다. 그러나 히스패닉계와 아시아계 모두에서 2008년과 1980년의 비율은 거의 동일했다."
제니퍼 L. 브래터(Jenifer L. Bratter)와 로잘린드 B. 킹(Rosalind B. King)의 Education Resources Information Center에 공개된 연구에 따르면, 백인 여성-흑인 남성 및 백인 여성-아시아계 남성 결혼은 백인-백인 결혼보다 이혼에 더 취약하다. 반대로, 백인 남성과 비백인 여성 간의 결혼(및 히스패닉계와 비히스패닉계 사람 간의 결혼)은 백인-백인 결혼보다 이혼 위험이 비슷하거나 낮으며, 백인 남성-흑인 여성 간의 결혼은 백인-백인 또는 백인-아시아인 결혼보다 더 오래 지속된다.

### 브라질

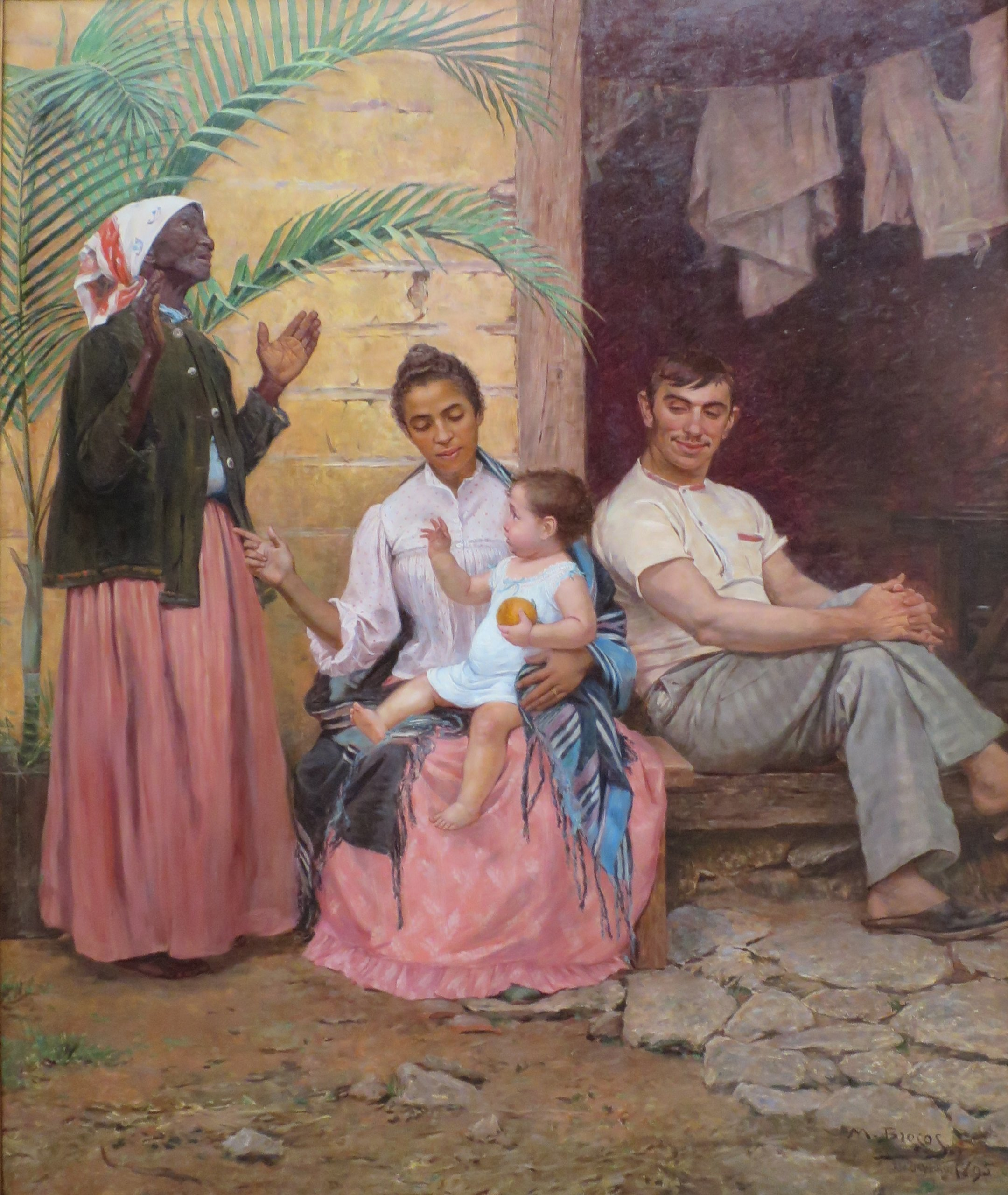
모데스토 브로코스가 1895년에 그린 그림인 함의 구원(A Redenção de Cam), 브라질 국립미술관. 이 그림은 흑인 할머니, 물라토 어머니, 백인 아버지, 그리고 쿼드룬 자녀를 묘사하며, 따라서 하이퍼가미를 통한 인종적 백화의 세 세대를 보여준다.

2022년 인구조사에 따르면, 브라질 인구의 45.3%인 9,210만 명이 스스로를 "파르도"(갈색 또는 혼혈)로 분류했다. 일부 DNA 연구에 따르면, 브라질 사람들은 대체로 어느 정도의 혼혈 혈통을 가지고 있지만, 인구조사에서 인구의 절반 미만이 스스로를 "파르도"로 분류했다. 혼혈 브라질 사람들은 브라질의 모든 지역에 살고 있으며, 주로 유럽, 아프리카, 동아시아(대부분 일본인) 및 아메리카 원주민 혈통이 혼합된 사람들이다.
인종간 결혼은 2000년 전체 결혼의 22.6%를 차지했다. 흑인의 15.7%, 백인의 24.4%, 파르도족(혼혈/갈색)의 27.6%가 자신과 다른 인종의 사람과 결혼했다.

## 유전적 혼합
두 개체군 간의 성적 생식은 개체군 간의 유전적 거리를 줄인다. 15세기 초에 시작된 대항해시대 동안 유럽 탐험가들은 전 세계를 항해하며 모든 주요 대륙에 도달했다. 이 과정에서 그들은 수천 년 동안 고립되어 있던 많은 개체군과 접촉하게 되었다. 태즈메이니아 원주민은 지구상에서 가장 고립된 집단 중 하나였다. 많은 사람들이 질병과 갈등으로 사망했지만, 그들의 후손 중 일부는 오늘날 태즈메이니아 원주민과 유럽계 혈통의 혼혈로 살아남았다. 이것은 현대의 이주가 인간 종의 종분화로 이어질 수 있는 유전적 다양성을 어떻게 감소시킬 수 있는지를 보여주는 예이다.
콜럼버스의 항해 이후 짧은 시간 내에 신대륙의 인구 통계는 급격하게 변화했다. 아메리카의 식민지화는 원주민을 유럽, 아프리카, 아시아의 먼 개체군과 접촉하게 했다. 그 결과, 아메리카의 많은 국가들은 상당하고 복잡한 혼혈 인구를 가지고 있다.

### 미국의 혼합
유전 연구에 따르면 많은 아프리카계 미국인은 다양한 정도의 유럽계 혼합을 가지고 있지만, 아프리카계 미국인의 아메리카 원주민 혼합은 과장되어 있다고 한다. 일부 연구 추정치에 따르면 참여한 아프리카계 미국인 중 상당수가 북동부에서는 25~50%의 유럽계 혼합을, 남부 (대다수 인구가 거주하는 곳)에서는 10% 미만의 유럽계 혼합을 가지고 있었다. 마크 D. 슈라이버의 2003년 유럽계 미국인 표본 연구에 따르면 참여자들의 평균 혼합은 아프리카계 0.7%, 아메리카 원주민 3.2%였다. 그러나 표본의 70%는 아프리카계 혼합이 없었다. 나머지 30%는 2%에서 20% 범위의 아프리카계 혼합을 가지고 있었고 평균은 2.3%였다. 이러한 수치를 전체 인구로 외삽하면 일부 학자들은 최대 7,400만 명의 유럽계 미국인이 동일한 범위(2~20%)의 아프리카계 혼합을 가지고 있을 수 있다고 주장한다. 최근 슈라이버의 DNA 프린트 게노믹스 파트너인 J.T. 프루다카스(J.T. Frudacas)는 "유럽계 미국인의 5%가 일부 감지 가능한 아프리카계 혈통을 보인다"며 그에게 반박했다.
역사학자들은 미국에서 15~30세 노예 여성의 58%가 노예주 및 다른 백인 남성에게 성적 폭행을 당했다고 추정한다. 그러한 노예주 중 한 명인 토머스 제퍼슨은 자신의 노예 샐리 헤밍스의 아이를 낳았다. 공개적으로 인종 혼합에 반대했지만, 1785년에 출판된 그의 버지니아 주에 대한 노트에서 제퍼슨은 다음과 같이 썼다: "백인과 혼합된 첫 사례에서 흑인의 신체와 정신의 향상은 모든 사람에게 관찰되었으며, 그들의 열등성이 단순히 생활 조건의 결과가 아님을 증명한다."
아프리카계 미국인 인구 내에서 아프리카계 혼합의 정도는 피부색이 어두울수록 직접적으로 관련이 있는데, 이는 "비백인" 개인 집단 내에서 어두운 피부에 대한 선택적 압력이 덜 가해지기 때문이다. 따라서 아프리카계 미국인은 훨씬 더 넓은 범위의 아프리카계 혼합(0~100% 이상)을 가질 수 있는 반면, 유럽계 미국인은 더 낮은 범위(2~20%)를 가진다.

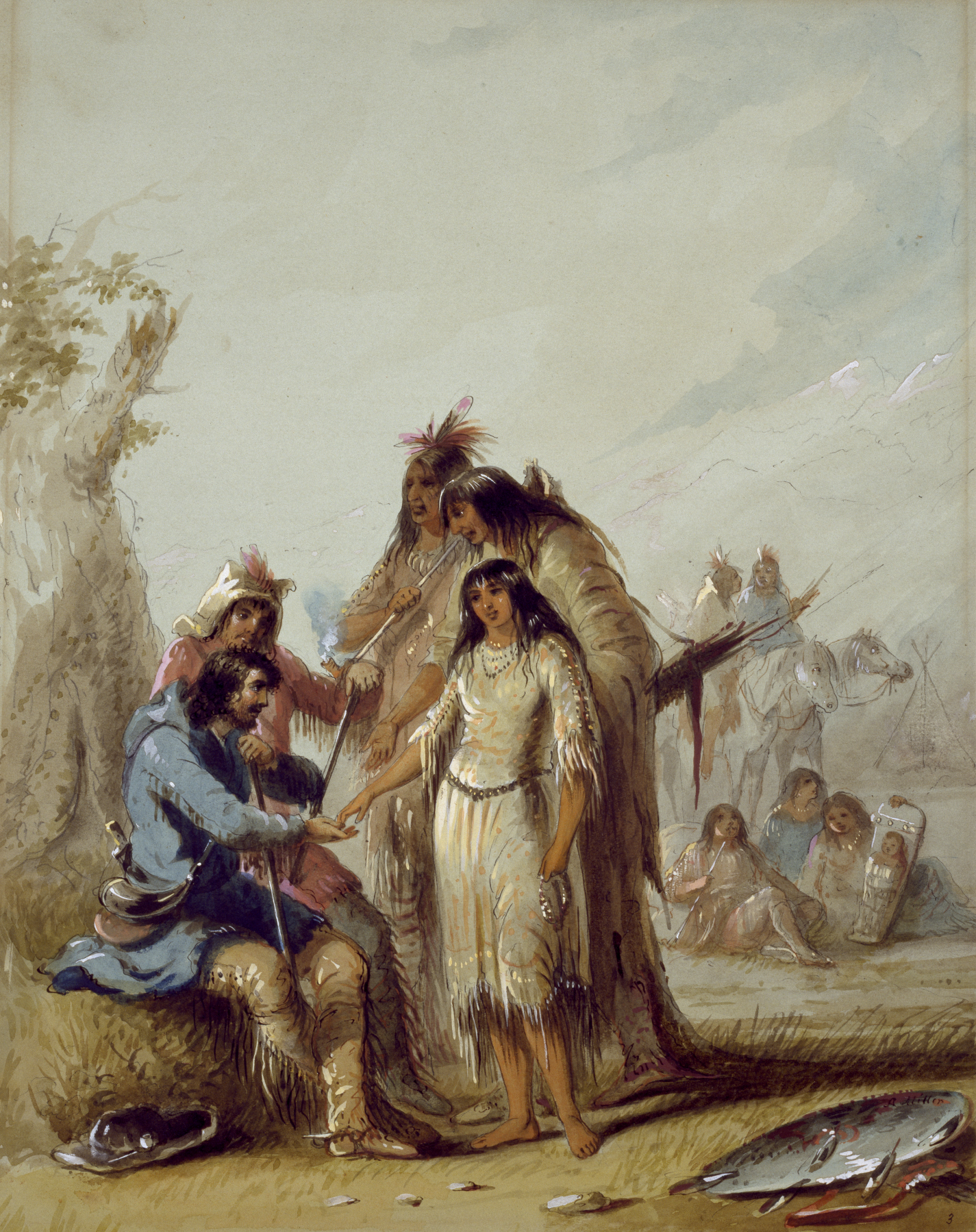
The Trapper's Bride는 사냥꾼 프랑수아가 인디언 여인을 아내로 삼기 위해 600달러 상당의 교역품을 지불하는 모습을 묘사한다, c. 1837.

1958년에 역사적 인구 조사 데이터와 이민 및 출산율에 대한 역사적 데이터를 사용하여 수행된 통계 분석은 백인 인구의 21%가 흑인 조상을 가지고 있다고 결론지었다. 백인 인구 증가는 백인 인구의 출생률과 유럽에서의 이민만으로는 설명할 수 없었으며, 아프리카계 미국인 인구로부터도 상당한 기여를 받았다.
저자는 1958년에 다음과 같이 언급한다:
본 연구에서 제시된 자료는 백인이 비아프리카계 배경을 가지고 있다는 통념이 잘못되었음을 나타낸다. 2,800만 명 이상의 백인이 아프리카계 조상을 가지고 있다. 더욱이, 아프리카계 조상을 가진 사람들의 대다수는 백인으로 분류된다.

2003년 Y 염색체와 미토콘드리아 DNA에 대한 연구에서는 참여한 유럽계 미국인에게서 아프리카계 혼합이 전혀 발견되지 않았다. 이 표본에는 628개의 유럽계 미국인 Y 염색체와 922개의 유럽계 미국인 미토콘드리아 DNA가 포함되었다. 23andMe의 게놈 전체 연구에 따르면, 참여한 백인 미국인(유럽계 미국인)은 "평균적으로 98.6% 유럽계, 0.19% 아프리카계, 0.18% 아메리카 원주민"이었다.
미국에서 필리핀인과 다른 인종 간의 결혼은 흔하다. 캘리포니아에서 문서화된 바와 같이 그들은 아시아 이민 집단 중 가장 많은 인종간 결혼을 한다. 또한 필리핀계 미국인의 21.8%가 혼혈이며, 이는 아시아계 미국인 중 두 번째로 많고 가장 빠르게 증가하고 있다고 언급된다.

### 라틴 아메리카의 혼합

#### 배경
유럽이 아메리카를 정복하기 전, 라틴아메리카의 인구 통계는 당연히 100% 아메리카 원주민이었다. 오늘날 스스로를 아메리카 원주민으로 정체화하는 사람들은 많은 나라에서 소수 민족이다. 예를 들어, CIA는 아르헨티나 인구의 0.9%, 브라질 인구의 0.4%, 우루과이 인구의 0%를 원주민으로 나열한다. 그러나 라틴아메리카에서는 아메리카 원주민 소수 민족이 훨씬 더 큰 나라들도 있어 그 범위가 넓게 변동된다.

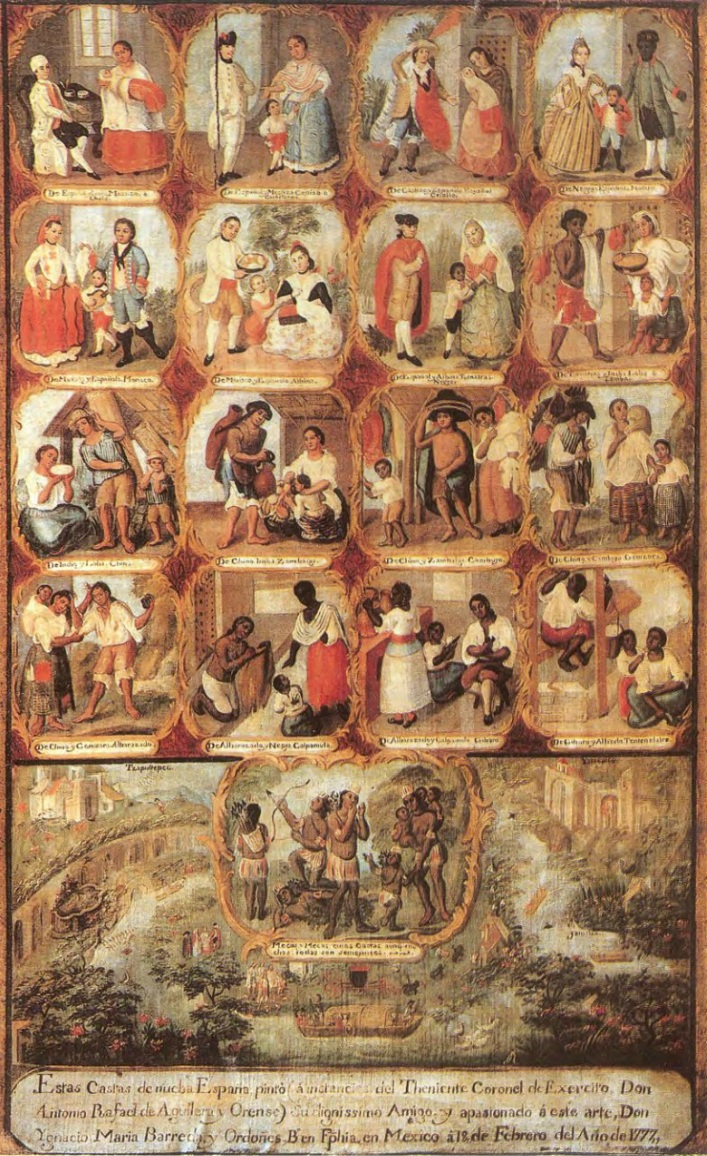
멕시코의 카스타 시스템 묘사, 18세기

라틴아메리카 초기 정복은 주로 스페인과 포르투갈 출신의 남성 군인과 선원들이 수행했다. 그들은 유럽인 여성을 거의 동반하지 않았기 때문에 새로운 정착민들은 아메리카 원주민 여성 및 아프리카에서 강제로 데려온 여성들과 결혼하여 자녀를 낳았다. 이러한 인종 혼합 과정은 스페인 군주국에 의해 장려되기도 했다. 혼혈 자손들이 스페인어와 포르투갈어를 모국어로 채택하면서 많은 아메리카 원주민 언어가 사라졌다. 19세기 말에서 20세기 초에 이르러서야 비로소 많은 유럽인들이 남아메리카로 이주하기 시작했고, 그 결과 인구 통계가 변화했다.
또한 많은 아프리카인이 아메리카 전역으로 운송되었고, 많은 초기 정복자들의 항해에 동참했다. 브라질은 아프리카 외 지역 중 아프리카계 후손 인구가 가장 많다. 자메이카, 쿠바, 푸에르토리코, 도미니카 공화국, 아이티, 베네수엘라, 콜롬비아, 에콰도르와 같은 다른 국가들도 여전히 상당한 규모의 흑인 인구를 가지고 있다. 그러나 아르헨티나와 같은 국가에는 오늘날 눈에 띄는 아프리카계 존재가 없다. 19세기 초의 인구 조사 정보는 흑인으로 분류된 사람들이 인구의 최대 30%, 즉 약 40만 명을 차지했음을 보여준다. 오늘날 거의 사라졌지만, 그들의 아르헨티나 문화에 대한 기여는 상당하며 탱고, 밀롱가, 삼바와 같은 반투어원 단어들을 포함한다.
| 1835년, 1940년, 2000년, 2008년 브라질 인구 통계 | 1835년, 1940년, 2000년, 2008년 브라질 인구 통계 | 1835년, 1940년, 2000년, 2008년 브라질 인구 통계 | 1835년, 1940년, 2000년, 2008년 브라질 인구 통계 |
| 연도                                            | 백인                                            | 갈색                                            | 흑인                                            |
| ----------------------------------------------- | ----------------------------------------------- | ----------------------------------------------- | ----------------------------------------------- |
| 1835                                            | 24.4%                                           | 18.2%                                           | 51.4%                                           |
| 1940                                            | 64%                                             | 21%                                             | 14%                                             |
| 2000                                            | 53.7%                                           | 38.5%                                           | 6.2%                                            |
| 2008                                            | 48.8%                                           | 43.8%                                           | 6.5%                                            |

백인화 이념은 비백인들이 백인 또는 피부색이 더 밝은 파트너를 찾도록 장려했다. 이러한 비백인 혼합의 희석은 그들의 자손들에게 도움이 될 것이며, 그들은 낙인을 덜 받고 주류 사회에 더 쉽게 동화될 수 있을 것이다. 여러 세대에 걸쳐 유럽 유전자 유입이 지속되면서 비백인 혼합 수준은 피부색이나 외모에 영향을 미치지 않는 수준 이하로 떨어져 개인들이 백인으로 정체화할 수 있게 되었다. 많은 지역에서 원주민과 흑인 인구는 유럽 이민의 연속적인 물결에 단순히 압도되었다.
역사학자와 과학자들은 과거부터 미래까지 아메리카 원주민과 아프리카인의 운명을 추적하는 데 관심을 가지고 있다. 이 인구 중 어떤 비율이 단순히 사라졌고 어떤 비율이 오늘날에도 살아 있는 후손을 가지고 있으며, 심지어 그들의 조상이 그랬던 것처럼 인종적으로 스스로를 정체화하지 않는 사람들도 포함하여 어떤 비율이 살아있는 후손을 가지고 있는지에 대한 질문은 여전히 남아있다. 따라서 혼합 검사는 라틴 아메리카의 인구 통계 역사를 밝히는 데 유용한 객관적인 도구가 되었다.

#### 최근 연구

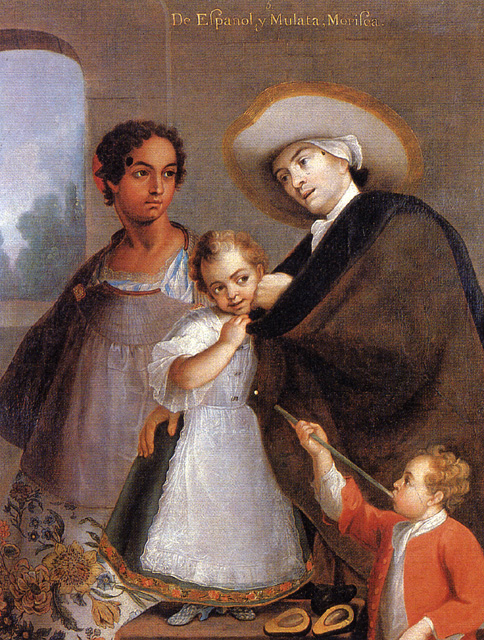
스페인인 남성이 혼혈 딸과 놀고 있는 동안 그의 물라토 아내가 지켜보고 있다, 미겔 카브레라, 1763년, 식민지 멕시코.

미국과는 달리, 라틴 아메리카에는 반미세지네이션 정책이 없었다. 여전히 인종적으로 계층화된 사회였지만, 세 집단 간의 유전자 흐름에 큰 장벽은 없었다. 그 결과, 혼합 양상은 아프리카인, 유럽인, 아메리카 원주민의 식민지 시대 인구를 반영한다. 또한 아프리카계 및 아메리카 원주민 모계 혈통이 아프리카계 또는 아메리카 원주민 Y 염색체 혈통보다 훨씬 높은 비율로 발견된다는 점에서 성별 편향이 나타난다. 이는 주요 짝짓기 패턴이 유럽인 남성과 아메리카 원주민 또는 아프리카인 여성 간에 이루어졌음을 시사한다. 연구에 따르면, 연구 대상 라틴 아메리카 국가들의 백인 인구 절반 이상이 어느 정도의 아메리카 원주민 또는 아프리카계 혼합(미토콘드리아 DNA 또는 Y 염색체)을 가지고 있다. 칠레와 콜롬비아와 같은 국가에서는 거의 모든 백인 인구가 비백인 혼합을 가지고 있는 것으로 나타났다.
도미니카 역사학자 프랑크 모야 폰스는 스페인 식민지 개척자들이 타이노인 여성들과 결혼했고, 시간이 지나면서 이 메스티소 후손들이 아프리카인들과 결혼하여 삼인종 혼혈 크리올 문화를 형성했다고 기록했다. 1514년 인구 조사 기록에 따르면 산토도밍고 식민지의 스페인 남성 중 40%가 타이노인 아내를 두었다. 2002년 푸에르토리코에서 수행된 연구에 따르면 인구의 61% 이상이 아메리카 원주민 미토콘드리아 DNA를 가지고 있는 것으로 나타났다.

### 필리핀의 혼합
역사적으로 필리핀에서 혼합은 흔한 현상이었다. 필리핀은 원래 네그리토라고 불리는 오스트랄로이드족에 의해 정착되었으며, 이들은 현재 이 나라의 원주민 공동체를 형성하고 있다. 이 초기 집단과 주류 말레이폴리네시아인 인구 사이에 혼합이 일어났다.
식민지 이전부터 인도인의 이주와 필리핀에 대한 영향이 있었다. 타갈로그어 단어의 약 25%는 산스크리트어 용어이며, 이 나라 인구의 약 5%는 고대 인도계 혈통을 가지고 있다. 필리핀에는 9세기부터 중국인의 존재가 있었다. 그러나 필리핀에 대한 대규모 중국인 이주는 세계 시장이 필리핀에 개방된 스페인 식민지 시대에 시작되었다. 필리핀인들 중 10~20%가 중국계 혈통을 가지고 있으며, 1.5%가 "순혈" 중국인으로 추정된다.
미국 인류학자 H. 오틀리 베이어(H. Otley Beyer) 박사에 따르면, 필리핀인의 조상은 2%가 아랍인이다. 이는 필리핀의 스페인 이전 역사 동안 아랍 상인들이 현지 말레이 필리핀 여성 인구와 결혼했을 때로 거슬러 올라간다. 스탠퍼드 대학교의 최근 유전 연구에 따르면, 인구의 최소 3.6%가 유럽인 또는 스페인 제국 및 미국 식민화로부터 유래한 부분적인 유럽계 혈통이다.

### 롬인 혼합
유전적 증거에 따르면 롬인은 인도 아대륙에서 기원했으며 중앙아시아, 중동, 유럽의 현지 주민들과 혼합되었다. 1990년대에 롬인 집단이 남아시아 인구에만 존재하는 특정 Y 염색체(부계로 유전됨)를 높은 빈도로 가지고 있으며, 남아시아 외 지역에서는 드문 특정 미토콘드리아 DNA(모계로 유전됨)를 상당히 높은 빈도로 가지고 있다는 사실이 밝혀졌다.
롬인 남성의 47.3%는 인도 아대륙 외에서는 드문 하플로그룹 H-M82의 Y 염색체를 가지고 있다. 인도인에게서 가장 흔하고 남아시아 외에서는 드문 미토콘드리아 하플로그룹 M은 롬인의 거의 30%를 차지한다. 폴란드 롬인에 대한 더 자세한 연구는 이것이 인도 특유의 M5 계통임을 보여준다. 또한, 선천성 근무력증이라는 유전 질환의 한 형태가 롬인에게서 발견된다. 1267delG 돌연변이로 인한 이 질환은 인도계 혈통의 사람에게서만 알려져 있다. 이것은 롬인의 인도계 혈통에 대한 가장 좋은 증거로 간주된다.
롬족은 "유전적으로 고립된 창시자 인구의 집합체"로 묘사되었으며, 유럽 전역의 롬족에서 나타나는 여러 가지 흔한 멘델 유전 질환은 "공통된 기원과 창시자 효과"를 나타낸다. 이 표도 참조하라:
그레샴 외 연구진의 2001년 연구는 "뚜렷한 카스트 또는 부족 집단에서 분리된 소수의 이주민 집단과 일치하는, 제한된 수의 관련 창시자"를 시사한다. 또한 이 연구는 "유전적 부동과 다양한 수준 및 원천의 혼합이 인구의 후속 분화에 역할을 한 것으로 보인다"고 지적했다. 같은 연구는 "롬족 전체에서 발견되는 단일 혈통이 롬족 남성의 거의 3분의 1을 차지한다. 이처럼 고해상도 남성 혈통의 보존은 다른 곳에서는 유대인 사제들에게서만 보고되었다"고 밝혔다. 코헨 모달 하플로타입도 참조하라.
2004년 모라르(Morar) 외 연구진의 연구는 롬족이 "공통된 기원을 가진 창시자 인구로서, 이후 사회적으로 분화되고 지리적으로 분산된 여러 집시 집단으로 분리되었다"고 결론 내렸다. 같은 연구는 이 인구가 "약 32~40세대 전에 시작되었고, 이차 및 삼차 창시자 사건은 약 16~25세대 전에 발생했다"고 밝혔다.

### 남아프리카의 혼합
- 0–20%
- 20–40%
- 40–60%
- 60–80%
- 80–100%

남아프리카 공화국 전체 인구 대비 컬러드 인구 비율.

컬러드(아프리칸스어: Kleurlinge 또는 Bruinmense, 말 그대로 "갈색 사람들")는 남아프리카 원주민인 혼혈 민족 집단으로, 코이산, 반투족, 유럽인, 오스트로네시아족, 동아시아인 또는 남아시아인 등 해당 지역에 거주하는 다양한 인구 중 하나 이상의 혈통을 가지고 있다. 민족의 조합으로 인해, 한 가족 내에서도 다른 가족 구성원이나 개인이 다양한 신체적 특징을 가질 수 있다. 컬러드는 아파르트헤이트 시대에 법적으로 정의된 인종 분류였다.
웨스턴케이프주에서는 독특한 케이프 컬러드와 관련된 케이프 말레이 문화가 발전했다. 남아프리카의 다른 지역에서는 컬러드로 분류된 사람들이 보통 두 개의 뚜렷한 민족 출신 후손이었다. 유전 연구에 따르면 이 집단은 세계에서 가장 높은 수준의 혼혈 혈통을 가지고 있다. 미토콘드리아 DNA 연구는 컬러드 인구의 모계 혈통이 대부분 아프리카 코이산 여성으로부터 유래했음을 보여주었다. 이 민족은 성별 편향 혼혈을 보인다. 남성 혈통의 상당수는 응구니족, 남아프리카, 서아프리카, 동아프리카 인구에서 유래했으며 45.2%를 차지했고, 서유럽 혈통은 부계 구성요소에 37.3%를, 남아시아/동남아시아 혈통은 17.5%를 기여했다.
컬러드는 주로 남아프리카 공화국의 서부 지역에서 발견된다. 케이프타운에서는 2011년 남아프리카 공화국 전국 인구조사에 따르면 전체 인구의 45.4%를 차지한다.:56–59

## 같이 보기
- 족외혼
- 민족간 결혼
- 인종간 결혼
- 인종간 포르노그래피
- 종교간 결혼
- 교파간 결혼
- 다문화주의
- 다인종주의
- 플라사주
- 인종과 유전학
- 인종과 사회
- 미래의 인종
- 인종적 반유대주의
- 인종 분리 정책
- 인종 차별
- 국가별 인종 차별
- 동성결혼
- 국제결혼

## 추가 문헌
- Pascoe, Peggy (2004년 4월 19일). “Why the Ugly Rhetoric Against Gay Marriage Is Familiar to this Historian of Miscegenation”. George Mason University's History News Network. 2008년 7월 14일에 확인함.
- Novkov, Julie, Racial union: law, intimacy, and the White state in Alabama, 1865–1954, University of Michigan Press, 2008, pp. 125–128.
- Rosenthal, Debra J. (2004). 《Race Mixture in Nineteenth-Century U.S and Spanish-American Fiction》. University of North Carolina Press. ISBN 978-0-8078-5564-5.
- Leupp, Gary P. (2003). 《Interracial Intimacy in Japan》. 컨티넘 출판 그룹. ISBN 978-0-8264-6074-5.
- Deschamps, Bénédicte, Le racisme anti-italien aux États-Unis (1880–1940), in Exclure au nom de la race (États-Unis, Irlande, Grande-Bretagne), Michel Prum (Éd.). Paris: Syllepse, 2000. 59–81.
- Lemire, Elise (July 2002). 《"Miscegenation": Making Race in America》. Philadelphia: University of Pennsylvania Press. ISBN 978-0-8122-3664-4.
- Novkov, J. (2002). 《Racial Constructions: The Legal Regulation of Miscegenation in Alabama, 1890–1934》. 《Law and History Review》 20. 225–277쪽. doi:10.2307/744035. JSTOR 744035. S2CID 145460865.
- Werner Sollors, 편집. (2000년 10월 19일). 《Interracialism: Black-White Intermarriage in American History, Literature, and Law》 Sollors, Werner판. Oxford: Oxford University Press. ISBN 978-0-19-512856-7.
- Hodes, Martha, 편집. (1998). 〈Miscegenation〉. 《Reader's Companion to U.S. Women's History》. New York, Boston: Houghton Mifflin Company. ISBN 978-0-395-67173-3.
- Jacobson, Matthew Frye, Whiteness of a different color. European Immigrants and the Alchemy of Race, Harvard University Press, 1998.